# Stanisław Iskrzyński
Stanisław Iskrzyński (ur. 23 lipca 1950 w Łodzi) – polski hokeista na trawie, reprezentant Polski.

## Życiorys
Syn Feliksa i Heleny z Harbickich, w 1980 ukończył Zaoczne Liceum Ogólnokształcące w Łodzi. Treningi hokejowe rozpoczął w 1963 roku, w sekcji Budowlanych Łódź; z klubem tym był związany przez większość kariery sportowej (do 1983), z przerwą na służbę wojskową i grę w Grunwaldzie Poznań. Grał na pozycji napastnika.
W latach 1971–1974 wystąpił w 34 meczach reprezentacji narodowej, strzelając 5 bramek. Uczestniczył w turnieju finałowym mistrzostw Europy (1974), był również rezerwowym zawodnikiem ekipy olimpijskiej na igrzyskach w Monachium w 1972.
Poza hokejem na trawie uprawiał także hokej na lodzie. Został wyróżniony tytułem Mistrza Sportu (1983). Żonaty (żona Małgorzata z domu Gałkiewicz), ma dwoje dzieci (syna Rafała i córkę Katarzynę).